# Ябылково (Кюстендилская область)
Ябылково (болг. Ябълково) — село в Болгарии. Находится в Кюстендилской области, входит в общину Кюстендил. Население составляет 892 человека.

## Политическая ситуация
В местном кметстве Ябылково, в состав которого входит Ябылково, должность кмета (старосты) исполняет Борянка Богданова Стоянова (Болгарская социалистическая партия (БСП)) по результатам выборов правления кметства.
Кмет (мэр) общины Кюстендил — Петыр Георгиев Паунов (коалиция в составе 3 партий: Демократы за сильную Болгарию (ДСБ), Союз демократических сил (СДС), партия «АТАКА») по результатам выборов.